# Ebba During
Ebba During, född 21 augusti 1937 i Stockholm, död 15 maj 2007 i Åkersberga, var en svensk osteolog.

## Biografi
Ebba During började vid Osteologiska forskningslaboratoriet i slutet av 1970-talet för att studera osteologi. Hon arbetade sedan där en lång tid. Viktiga delar i hennes verksamhet blev avhandlingen om faunan vid  Alvastra pålbyggnad, analyserna av människorna från regalskeppen Vasa och Kronan, samt  senare arbetet med, prinsessan Anna Vasa Gustav Vasas dotter. Hennes arbeten väckte uppmärksamhet i Sverige och internationellt. Från mitten av 1990-talet var During verksam i uppbyggnaden av utbildningen osteologi på Gotlands Högskola. Arbetet bestod i föreläsningar, seminarier och handledning av studenter och doktorander. Ebba var också intresserad av populärvetenskap i olika medier. Hon blev senare utnämnd till professor. Hon hade ett stort kontaktnät inom och utanför Sverige. During var verksam vid Osteoarkeologiska laboratoriet (OFL) vid Stockholms universitet, där hon hade en halvtidstjänst. Hon  var samtidigt anställd vid Högskolan på Gotland (HGO). 2005 vid 67 års ålder gick During i pension.

## Vetenskaplig karriär
During disputerade 1985 vid Stockholms universitet på avhandlingen The fauna of Alvastra, om ben från Alvastra pålbyggnad.

### De dog på Vasa
Ett av hennes mera kända forskningsprojekt var hennes studier av benen från regalskeppet Vasa. Durings bok publicerades av Vasamuseet 1994 och att det tog 30 år har att göra med att skeletten som hittades på Vasa först begravdes och först efter en gravöppning kunde skelettmaterialet studeras. sammanlagt var det 1553 skelettdelar som hittades 1961. During menar att materialet härrör från 25 individer. Enligt 1600-talskällor omkom 30-50 personer i katastrofen. Bland de omkomna fanns  minst två kvinnor och  fyra individer har inte varit möjliga att könsbestämma. De båda kvinnorna var unga 16-17 år och omkring 20. Båda hade emaljhypoplasier (fåror tvärs över tandkronan) och förändringar i bröstryggen. De har lidit av undernäring under uppväxten eller haft en svår barnsjukdom. Låga kopparvärden i benen tyder på stör ämnesomsättning och möjligen var de även som vuxna undernärda. 
Åldersmässigt var det en stor spridning. Tre av de fyra personer som inte kunnat könsbestämmas var troligen tonåringar, en bara omkring 13 år. Den fjärde inte könsbestämda indivifden var sannolikt mellan 25 och 30 år. 
19 män har identifierats varav fem också har emaljhypoplasier, dock inte av så allvarligt slag som kvinnorna. Endast en av männen har lågt kopparvärde tydande på undernäring. Männens ålder var en individ strax under 20 år, sex mellan 20 och 25, två mellan 25 och 30, två mellan 30 och 35, en mellan 35 och 40, två mellan 40 och 50 och tre mellan 50 och 60. Dessutom finns två individer som det inte gått att bestämma åldern närmare på än att de sannolikt varit över 30 år. 
Medelåldern hos männen är 33 år. Flera av skeletten är fragmentariska och delar som saknas skulle kunna förändra ålders-, köns- och patologin hos Vasas besättning. Nio skelett påträffades utanför skeppet.  C-14 prover har gett resultatet att de inte är förhistoriska eller från modern tid. De kan inte helt säkert knytas till Vasa.

### Fackpublikationer
- Stenålder eller medeltid i Alvastra?: inlägg i en 60-årig diskussion publicerad i  Fornvännen 1983
- Animal bone material from the Alvastra pile dwelling av Ebba During publicerades i Theoretical approaches to artefacts, settlement and society : studies in honour of Mats P. Malmer.
- I konferanspublikationen Populations of the Nordic countries : human population biology from the present to the Mesolithic : proceedings of the Second Seminar of Nordic Physical Anthropology medverkade Ebba During med uppsatsen Surface studies of cut marks on a Neolithic cranium from Sweden.
- En osteologisk undersökning av tre skelettgravar från Bedingegravfältet av Ebba During  publicerades i Stridsyxekultur i Sydskandinavien : rapport från det andra nordiska symposiet om stridsyxetid i Sydskandinavien.
- I Fornvännen 1992 publicerade hon tillsammans med Sten Nyman en bibliografi över Nils-Gustaf Gejvalls tryckta skrifter: en sammanställning byggande på en av honom själv upprättad förteckning
- Inom utbildningen arkeosteologi skrev hon Kremerat skelettmaterial: kompendium i arkeoosteologi som gavs ut av Arkeoosteologiska forskningslaboratoriet 1995[5]
- Prinsessan Anna Vasa: ett fascinerande livsöde och skelett  i Svensk Medicinhistorisk Tidskrift  Vol. 9 Nr 1 2005 presenterar en större artikel av Ebba During The Swedish Royal Princess Anna Vasa – Her Life and Skeletal Remains. i Proceedings. XIIIth European Meetings of the Paleopathological Association.

Se nedan Externa länkar för länkar

### Benens vittnesbörd
Hon skrev också en för en lekmannapublik. Hon spred kunskaper om osteologin utanför akademin genom sin populärvetenskapliga bok Benens vittnesbörd och medverkade i barnprogram som till exempel Hjärnkontoret. Benens vittnesbörd är också tillgänglig på internet, se länk nedan i not 7.

## Publikationer i urval
- The fauna of Alvastra (1986): an osteological analysis of animal bones from a Neolithic pile dwelling ISBN 91-7146-349-6[6]
- Osteologi (1992): benens vittnesbörd ISBN 91-86742-15-9[7]
- De dog på Vasa (1994): skelettfynden och vad de berättar ISBN 91-85268-55-0[8]